# آلیسا وایلرستاین
آلیسا وایلرستاین (به انگلیسی: Alisa Weilerstein) متولد ۱۴ آوریل ۱۹۸۲، نوازنده یهودی نامی ویلنسل آمریکایی است.
با کشف شدن استعداد غیرمعمول آلیسا، والدین او (که خود موسیقیدان بودند) از سنین پایین او را به آموزش و تکمیل هنر ساز ویلنسل واداشتند، به‌طوری‌که در سن ۱۳ سالگی، آلیسا بهمراه سمفونی ارکستر کلیولند نخستین اجرای حرفه‌ای خود (Rococo Variations اثر چایکوفسکی) را انجام داد.
یویو-ما از وایلرستاین به عنوان «یکی از مستعدترین نوازندگان این نسل» نام برده.
آلیسا دارای لیسانس تاریخ روسیه از دانشگاه کلمبیا است.
او از دیابت نوع یک رنج می‌برد.
از میان جوایز متعدد او می‌توان به «جایزهٔ لنارد برنستاین» او اشاره کرد.

## آثار
- Alisa Weilerstein & Vivian Hornik Weilerstein: Works for Cello and Piano (recording in the EMI Classics "Debut" Series) (EMI 5 73498 2)
- The Weilerstein Trio, with Donald Weilerstein (violin), Alisa Weilerstein (cello) and Vivian Hornik Weilerstein (piano): Dvorak Trios (recording from Koch International Classics) (Koch B000CC4W14)
- Joseph Hallman: Cello Concerto (St. Petersburg) (live recording of premiere performance): Alisa Weilerstein (cello) and the St. Petersburg (Russia) Chamber Philharmonic, Jeffery Meyer, conductor and Artistic Director (jhallmanmusic 884502022742).